# Hasan Gemici
Hasan Gemici, né le 15 juin 1927 à Giresun et mort le 25 juin 2001, est un lutteur turc spécialiste de la lutte libre.

## Carrière
Hasan Gemici participe aux Jeux olympiques d'été de 1952 à Helsinki et remporte la médaille d'or dans la catégorie de poids mouches.